# Osteodiscus
Osteodiscus is een geslacht van straalvinnige vissen uit de familie van slakdolven (Liparidae).

## Soorten
- Osteodiscus andriashevi Pitruk & Fedorov, 1990
- Osteodiscus cascadiae Stein, 1978
- Osteodiscus rhepostomias Stein, 2012